# Leon I (împărat)

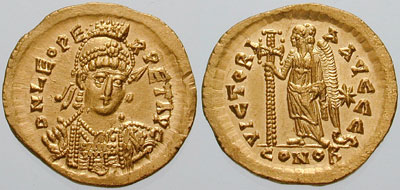
Flavius Valerius Leon

Flavius Valerius Leon (n. 401 d.Hr., Tracia, Bulgaria – d. 19 ianuarie 474 d.Hr., Constantinopol, Imperiul Roman de Răsărit), cunoscut sub numele de Leon I Tracul, a fost împărat bizantin între 457 și 474 și întemeietorul dinastiei leonide/trace. El a fost ultimul împărat bizantin înscăunat de conducătorul alan Aspar.

## Biografie
Originar din Dacia Aureliana, Leon I a fost încoronat pe 7 februarie 457, la moartea lui Marcian. El a făcut o alianță cu isaurii și a fost destul de abil să îl elimine pe Aspar. Alianța cu Isauria s-a făcut prin căsătoria fiicei lui Leon cu Tarascodissa, conducătorul isaurilor, care va deveni împărat sub numele de Zenon.
În timpul lui Leon, Balcanii au fost pustiiți de goți și de huni. Leon l-a numit pe Anthemius în 467 ca împărat roman în vest. În 468 condus o expediție împotriva vandalilor din Africa. Tot în timpul lui Leon, a fost adus la Constantinopol moștenitorul tronului ostrogot, Theodoric, care va fi eliberat în timpul lui Zenon.
Leon a murit de dizenterie la vârsta de 73 de ani pe 18 ianuarie 474.